# Akulowo (Kaliningrad)
Akulowo (russisch Акулово, deutsch Klein Neuhof-Ragnit, litauisch Ragainės Naujadvaris) ist ein Ort in der russischen Oblast Kaliningrad. Der Ort gehört zur kommunalen Selbstverwaltungseinheit Stadtkreis Neman im Rajon Neman.

## Geographische Lage
Akulowo liegt drei Kilometer westlich von Neman (Ragnit) und sieben Kilometer südöstlich der Stadt Sowetsk (Tilsit) südlich der Regionalstraße 27A-033 (ex A198) und ist von dieser über eine Zubringerstraße zu erreichen. Bis 1945 war Girschunen die nächste Bahnstation an der Bahnstrecke Tilsit–Stallupönen, die heute nicht mehr in Betrieb ist.

## Geschichte
Der vor 1945 Klein Neuhof-Ragnit genannte Ort war bis zum Ende des Zweiten Weltkrieges nur ein unbedeutender Wohnplatz. Er bestand aus einem Gut und einer Dependance des Remonteamtes Neuhof-Ragnit, das der Unterscheidung wegen auch Groß Neuhof-Ragnit genannt wurde. Damit gehörte das kleine Gutsdorf zum Kreis Ragnit (ab 1922 zum Landkreis Tilsit-Ragnit) im Regierungsbezirk Gumbinnen der preußischen Provinz Ostpreußen.
Im Jahre 1945 kam Klein Neuhof-Ragnit mit dem übrigen nördlichen Ostpreußen zur Sowjetunion. Der Ort erhielt 1947 die russische Bezeichnung „Akulowo“ und wurde gleichzeitig in den Dorfsowjet Petrowski selski Sowet im Rajon Sowetsk eingeordnet, dem späteren Rakitinski selski Sowet im Rajon Neman. Später gelangte der Ort in den Dorfbezirk Mitschurinski selski okrug. Von 2008 bis 2016 gehörte Akulowo zur städtischen Gemeinde Nemanskoje gorodskoje posselenije und gehört seither zum Stadtkreis Neman.

## Kirche
Vor 1945 war die Bevölkerung Klein Neuhof-Ragnits fast ausnahmslos evangelischer Konfession. Das Dorf war in das Kirchspiel der Pfarrkirche in Ragnit, der Hauptkirche der Diözese Ragnit im Kirchenkreis Tilsit-Ragnit in der Kirchenprovinz Ostpreußen der Kirche der Altpreußischen Union eingepfarrt. Heute liegt Akulowo im weitflächigen Einzugsgebiet der evangelisch-lutherischen Kirchengemeinde in Slawsk (Heinrichswalde), die zur Propstei Kaliningrad (Königsberg) der Evangelisch-lutherischen Kirche Europäisches Russland gehört.